# Die Gewerkschaftsbewegung im Elsass
Im Elsass begann die Organisation der Arbeiter im späten 18. und frühen 19. Jahrhundert mit dem Aufkommen der Industrie, speziell Textilindustrie, Bergbau und Metallverarbeitung. Schon von Anfang an unterschieden sich die Gewerkschaftsbewegungen in Frankreich und Deutschland beträchtlich. Durch die Annexion des Elsass durch Deutschland von 1871 bis 1918 haben beide Strömungen das Elsass geprägt und sind auch heute noch spürbar.
Hinweis: in den Vogesen gab es ab dem 15. Jahrhundert einen bedeutenden Bergbau mit zugehöriger Metallverarbeitung. Die Arbeiter waren in Knappschaften organisiert. Da es sich um eine vorindustrielle Epoche handelt, wird sie hier nicht betrachtet, siehe Bergbau in den Vogesen.

## Geschichte
In Frankreich waren Vereinigungen von Arbeitern seit 1791 verboten. 1803 kam ein ausdrückliches Verbot der Vereinigung der Arbeiter der Manufakturen hinzu sowie das Livret ouvrier (Arbeiterheft), in dem die Arbeitgeber die Laufbahn ihrer Arbeiter kontrollieren konnten.
1864 wurde das Recht auf Vereinigung von Arbeitern und das Streikrecht beschlossen.
Ab 1871 gehörte das Elsass zum Deutschen Reich (Reichsland Elsaß-Lothringen) und unterlag den deutschen  Gesetzen. Das Sozialistengesetz von 1878 bis 1890 erschwerte die Bildung von Gewerkschaften. Nach 1890 entstanden in Deutschland die ersten Freien Gewerkschaften.
Nach 1891 erhält die christliche Gewerkschaftsbewegung durch die päpstliche Enzyklika „Rerum Novarum“ von Papst Leo XIII. Auftrieb.

### Frankreich
Offiziell beginnt die Gewerkschaftsbewegung in Frankreich im Jahr 1884, als ein Gesetz die Organisation der Arbeiter und Arbeitgeber erlaubte. 11 Jahre später wurde die Confédération générale du travail (CGT) gegründet, die bis 1919 die einzige französische Gewerkschaft blieb. In Frankreich beeinflussten zwei  Strömungen die Gewerkschaften: die Sozialisten forderten, dass der Staat die Arbeiter fördert, für die Anarchisten mussten die Arbeiter selbst ihr Schicksal verbessern und der Staat muss überflüssig werden.

### Deutschland
In Deutschland wurde 1869 der Verband der deutschen Gewerkvereine gegründet. Die Gewerkschaften  waren von Anfang an einer Partei zugeordnet: die christlichen Gewerkschaften wurden durch die Deutsche Zentrumspartei vertreten, die „freien“ Gewerkschaften waren der Sozialdemokratischen Partei Deutschlands (SPD) verbunden.  Die Sozialistengesetze behinderten bis 1890 die Gewerkschaftsarbeit. Erst nach ihrem Ende konnten sich die Gewerkschaften offiziell organisieren.

### Elsass
1905 organisierte die Gewerkschaft in Straßburg eine Art Arbeitslosenversicherung für ihre Mitglieder nach dem Vorbild der Stadt Gent (Belgien). Die Gewerkschaft übernahm 75 % der Kosten, die Stadt die restlichen 25 %.
Die Gewerkschafsbeiträge betrugen 1 Stundenlohn pro Woche für Männer und die Hälfte für Frauen.
Im Elsass haben schon früh Gewerkschaftsfunktionäre politische Posten übernommen, z. B. Auguste Wicky, ein gelernter Steinmetz, der durch die Gewerkschaften 1904 Stadtrat in Mülhausen wurde und 1909 in den Generalrat (conseil général) der Stadt aufstieg. Er wurde 1925 Bürgermeister und behielt diesen Posten bis zu seinem Tod 1947, mit der Unterbrechung von 1940 bis 1944 während der deutschen Besatzung.
Während der Reichslande-Zeit waren die Elsässer Gewerkschaften Zweigstellen der deutschen Gewerkschaften. Nach dem Ende der Reichslande-Zeit 1918/1919 gründete der Elsässer Gewerkschaftsfunktionär Eugen Imbs die Gewerkschaft Union syndical d’Alsace et de Lorraine (Gewerkschaft des Elsass und Lothringens), um die Organisation an die neuen Umstände anzupassen und auch, um die Arbeiter-Rechte aus der deutschen Zeit, insbesondere die Sozialversicherung, nach Frankreich zu überführen. Er schloss seine Organisation der französischen Gewerkschaft CGT an.
Die Integration verlief nicht ohne Konflikte: Die Elsässer Gewerkschaften verfolgten eine kooperative Vorgehensweise, während die französischen Gewerkschaften eine konfrontative Politik bevorzugten. Die christlichen Gewerkschaften zerstritten sich bald mit der sozialistischen CGT und traten der christlichen Confédération française des travailleurs chrétiens (CFTC) bei, als Protestanten hatten sie aber ihre Vorbehalte gegen die katholische Ausrichtung dieser Gewerkschaft. In den elsässischen Gewerkschaften wurde noch bis in die 1960er Jahre Deutsch gesprochen.
Dass die elsässer Gewerkschaften keine harte Konfrontation mit den Arbeitgebern suchten, lag z. T. auch an den Arbeitgebern. Als Protestanten dem Humanismus und Paternalismus verpflichtet, sorgten sie sich um ihre Arbeiter. Schon in den 1850er Jahren entstanden Arbeitersiedlungen zuerst in Mülhausen. Die Siedlungen im Gartenstadt Stil waren für die Zeit sehr komfortabel: Einfamilienhäuser mit mehr als 70 m² Wohnfläche,  großem Garten zur Selbstversorgung,  geringer Miete, die auf den Kaufpreis angerechnet werden konnte. Allerdings war der Zugang mit hohem moralischen Druck verbunden: die Arbeiter sollten ein sittliches, gottgefälliges Leben führen.

## Nach dem Zweiten Weltkrieg
Während des Zweiten Weltkriegs waren die Gewerkschaften verboten: im Elsass durch die deutsche Besatzungsmacht, im Rest Frankreichs durch das Vichy-Regime.
Nach dem Zweiten Weltkrieg mussten die Gewerkschaften zwei Herausforderungen bewältigen: den Neuaufbau ihrer Organisation und den Wandel der Industrie. Die traditionellen Industrien wie Textil, Leder und Minen gingen zurück und wurden durch neue wie Automobilbau, z. B. Peugeot in Mülhausen ersetzt. Vor allem wuchs der  Dienstleistungssektor und der Öffentliche Dienst. Traditionell ist der Organisationsgrad im Dienstleistungssektor niedrig, dies konnte zum Teil ausgeglichen werden durch den Öffentlichen Dienst und vor allem durch staatlichen Firmen wie SNCF (Eisenbahn) und Électricité de France (Elektrizität).
Im Elsass kam noch das Phänomen der Grenzgänger hinzu: viele Elsässer arbeiten im benachbarten Deutschland und der Schweiz, da dort die Löhne seit den 1960er Jahren höher sind. Gewerkschaftlich organisieren lässt sich diese Gruppe praktisch nicht.
In ganz Frankreich sank der Organisationsgrad von 40 % 1949 auf 8 % 2009.
Da die kommunistische Partei PCF und ihre Gewerkschaft CGT während des Zweiten Weltkriegs aktiv gegen die deutsche Besatzung und das Vichy-Regime gekämpft hatten, schlossen sich viele Arbeiter nach 1945 der CGT an. Auch die Beamten, die sich erst seit 1946 gewerkschaftlich organisieren durften, schlossen sich der CGT an. Im Herbst 1947 versuchte die PCF mit Unterstützung der CGT den Anschluss Frankreichs an das westliche Bündnis durch Streiks zu verhindern. Die Streiks wurden gewaltsam niedergeschlagen, die Mitgliederzahlen der CGT gingen zurück.
Mit der Gründung der französischen Sozialversicherung (Sécurité sociale) 1945 kam auf die Gewerkschaften eine neue Aufgabe zu: das Elsass hatte nach 1918 das vorteilhafte deutsche Sozialsystem beibehalten. Die Leistungen des neuen französischen System waren geringer, die Versicherten mussten 20 % der Kosten selbst tragen. Es gelang den großen Gewerkschaften CGT und CFTC das bisherige System beizubehalten, die Versicherten mussten einen Beitrag von 1,5 % ihres Lohnes bezahlen. Nach finanziellen Schwierigkeiten wurde 1995 eine paritätische Verwaltung dieser Zusatzkasse gegründet, an der die Gewerkschaften beteiligt wurden.

### Niedergang der Textil-Industrie
Am Beispiel DMC (Dollfus-Mieg et Compagnie) in Mühlhausen kann man den Aufstieg und Niedergang der Textilindustrie verfolgen. 1774 gegründet, beschäftigte DMC im Jahr 1800 700 Arbeiter, bis 1909 war die Belegschaft auf 7.600 gewachsen, schließlich nach 2 Weltkriegen und der Weltwirtschaftskrise 7.900 im Jahr 1967. Mit der Krise der Textilindustrie übernahm DMC insolvente Konkurrenten, die Mitarbeiterzahl und der Umsatz wuchsen, allerdings auch die Verluste. Mt 27.000 Mitarbeitern erreichte die Zahl einen Höchststand im Jahr 1974, Restrukturierungen und ein Konkurs reduzierten die Zahl auf 1.150 im Jahr 2008. 2011 war noch ein kleiner Rest von 250 Mitarbeitern in der Garnproduktion beschäftigt.

### Konsumgenossenschaft/CooP
Die Konsumgenossenschaft bzw. CooP war im Elsass nicht im Besitz der Gewerkschaften wie in Deutschland, war aber mit ihnen eng verflochten, sowohl personell als auch ideologisch.
Die Konsumgenossenschaft Coop Alsace war 1902 von 125 Straßburger Familien unter dem Namen „Konsumverein für Straßburg und Umgegend“ gegründet worden, um eine billigere und effizientere Versorgung mit Waren zu organisieren. Das erste Geschäft öffnete am 28. November 1902 in Straßburg in der Rue des Dentelles im Gerberviertel. 1912 wurde der Name in Konsum geändert, später in Coop modernisiert. Die Firma betrieb nicht nur Lebensmittelgeschäfte, sondern auch eigene Nahrungsmittelproduktionen.
Im April 2015 wurde die Firma aufgelöst, nach einem jahrzehntelangen Niedergang und einigen Skandalen zum Schluss. Der ehemalige Generaldirektor wurde 2013 wegen Veruntreuung von Firmengeldern verurteilt, eine ehemalige Angestellte hat von 2011 bis 2014 4 Millionen € unterschlagen.